# Deborah (Händel)
Deborah (HWV 51) és un oratori de Georg Friedrich Händel. És un dels primers oratoris en anglès de Händel i es basa en un llibret de Samuel Humphreys. L'estrena va ser al teatre King's Theatre de Londres el 17 de març de 1733.
La història de l'oratori té lloc en un sol dia i és basat en històries de La Bíblia que apareixen en el capítols 4 i 5 dels Jutges. Durant 20 anys, els israelites han patit el domini dels canaanites; la profetessa Deborah anuncia la mort del comandant canaanita Sisera a mans d'una dona. El comandant israelite Barak els dirigeix a batalla contra el canaanites. Els israelites guanyen i una dona, Jael, assassina Sisera mentre dorm en la seva tenda.
A Deborah, Handel fa servir música de nombroses composicions anteriors. L'obra, amb grans cors i magnífics efectes orquestrals, va tenir molt èxit i al llarg dels següents anys es va interpretar en diverses ocasions.

## Context històric

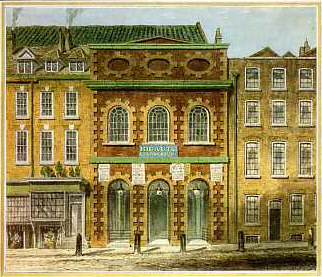
El King's Theatre de Londres, a Haymarket, on "Deborah" es va estrenar.

El 1733, Händel havia passat gairebé vint anys componen i presentant temporades d'òpera italiana a Londres. El gran èxit d'Esther l'any anterior havia mostrat a Händel que hi hi havia potencial per obres més allunyades del "drama sacre", interpretant-los en el format de concert i en anglès. A Deborah Händel reutilitza molta música seva incloent passatges de la Brockes-Passion, Il trionfo del tempo e del disinganno, Dixit Dominus, i altres.:199
Deborah va ser presentada com una part de la temporada de música de Händel al King's Theatre el 1733, amb les grans solistes d'òpera italiana cantant en anglès, i el compositor-empresari que estava tan segur de l'èxit de la proposta que va doblar el preu de les entrades per a l'estrena, fet que provocà algun ressentiment i comentaris negatius en la premsa.:198 Una característica de l'obra eren els grans cors, alguns a vuit veus en lloc de les habituals a quatre veus, i grandiosos efectes orquestrals amb trompetes i timbales. Un assistent a les primeres actuacions van comentar "és magnífic, amb uns cent intèrprets, i aproximadament vint-i-cinc cantants"; mentre un altre remarcava "'és un soroll excessiu, un gran nombre de veus i instruments, i tots actuen alhora.":199Deborah va aconseguir una considerable popularitat i va fer més funcions d'aquest oratori durants les següents temporades musicals.

## Repartiment

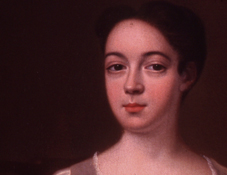
Anna Maria Strada, intèrpret del paper de Deborah

| Funció                          | Veu               | Repartiment de 1733 |
| ------------------------------- | ----------------- | ------------------- |
| Deborah                         | soprano           | Anna Maria Strada   |
| Barak, comandant israelita      | contralt-castrato | Senesino            |
| Abinoam                         | Baix              | Antonio Montagnana  |
| Sisera                          | contralt          | Francesca Bertolli  |
| Jael                            | soprano           | Celeste Gismondi    |
| Una dona israelita              | soprano           | Celeste Gismondi    |
| Gran Sacerdot dels israelites   | Baix              | Antonio Montagnana  |
| Gran Sacerdot de Baal           | Baix              | Gustavus Waltz      |
| Herald                          | Tenor             |                     |
| Cor dels sacerdots i israelites |                   |                     |
| Cor dels sacerdots de Baal      |                   |                     |

## Argument

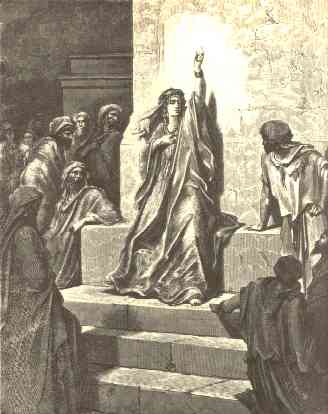
Gustave Dore, Deborah.

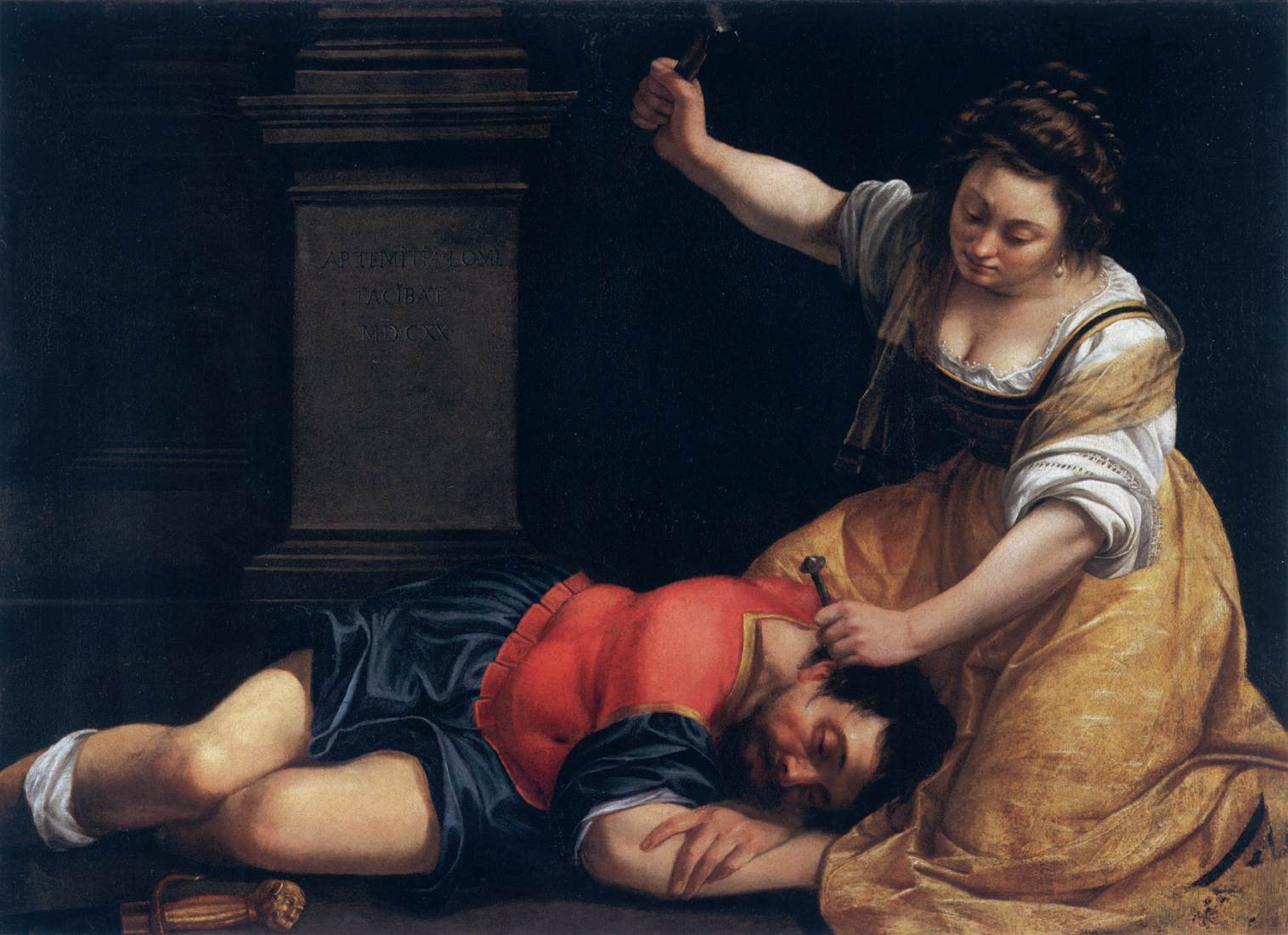
Jael assassina Sisera, per Artemisia Gentileschi

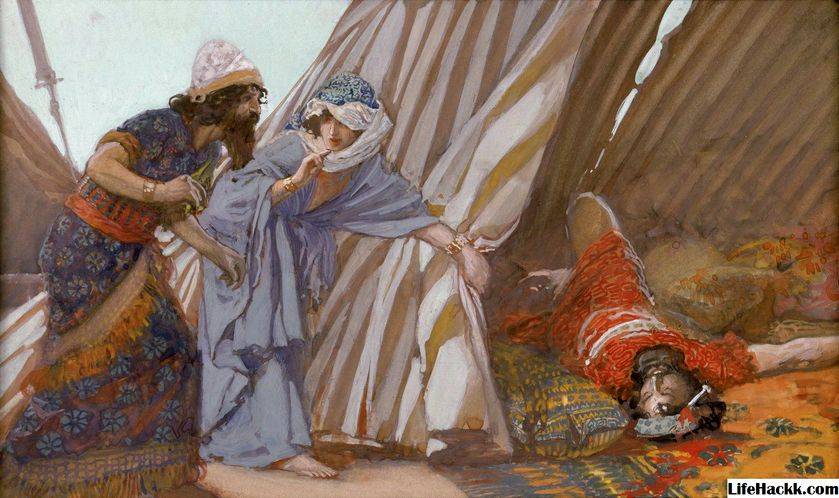
Jael mostra Sisera ja mort a Barak, per James Tissot

### Acte 1
Els israelites desitgen un líder que els lliuri de l'opressió dels cananeus. La profetessa i jutgessa, Deborah, exhorta Barak, cap de l'exèrcit israelita, que lideri el país de la repressió i dirigeixi un exèrcit contra el general Sisera, comandant de les forces canaanites. Deborah profetitza que Sisera serà mort a mans d'una dona. Jael, apareix en l'oratori com una dona propera a Deborah. El pare de Barak, Abinoam, afegeix la seva veu i demana a Barak que dirigeixi l'exèrcit contra els seus oppressors. Un herald de Sisera, arriba anunciant l'arribada del general que els explica les greus conseqüències si els israelites ataquen; però Deborah, Barak i la seva gent confien en la seva victòria.

### Acte 2
Sisera i els sacerdots de Baal arriben per aconsellar als israelites perquè no ataquin però Deborah i Barak refusen aquesta possibilitat, ja que el Déu d'Israel no pot ser conquerit. Abinoam espera amb orgull la victòria del seu fill Barak, i Deborah aconsella a la seva amiga Jael que es retiri a la seva tenda durant la batalla. Els israelites confien que Déu ajudarà la seva gent.

### Acte 3
El Israelites derroten les forces canaanites, molt superiors en nombre. Abinoam dona la benvinguda al seu fill victoriós de la batalla. Jael anuncia que Sisera ha mort, i relata com el general derrotat va buscar refresc i descan en la seva tenda. Jael li va portar llet i, quan es va quedar adormit, va agafar un martell i va clavar-li claus al crani. Tots aclamen la seva acció i celebren l'alliberament de la nació.

## Enregistraments
| Any  | Repartiment: Deborah, Barak, Abinoam, Sisera, Jael                           | Director, orquestra i cor                                                | Segell                            |
| ---- | ---------------------------------------------------------------------------- | ------------------------------------------------------------------------ | --------------------------------- |
| 1993 | Yvonne Kenny, James Bowman, Michael George, Catherine Denley, Susan Gritton  | Robert King, The King Consort i Choir of New College, Oxford             | CD:Hyperion RecordsCat:CDA66841-2 |
| 2002 | Elisabeth Scholl, Lawrence Zazzo, Jelle S.Draijer, Ewa Wolak, Natacha Ducret | Joachim Carlos Martini, Barockorchester Frankfurt and the Junge Kantorei | CD: NaxosCat:8.554785-87          |